# Daniel Kelly
Daniel Joseph « Dan » Kelly (né le 1er septembre 1883 et décédé le 9 avril 1920 à Fernie au Canada) est un athlète américain spécialiste du saut en longueur. Affilié au Spokane Athletic Club, il mesurait 1,76 m pour 66 kg.

## Biographie

### Palmarès
| Date | Compétition           | Lieu    | Résultat | Performance |
| ---- | --------------------- | ------- | -------- | ----------- |
| 1908 | Jeux olympiques d'été | Londres | 2e       | 7,09 m      |

### Records
| Épreuve          | Performance | Date |
| ---------------- | ----------- | ---- |
| 100 yards        | 9 s 6       | 1906 |
| 220 yards        | 21 s 6      | 1906 |
| Saut en longueur | 7,37 m      | 1906 |